# Uroteleia synthetica
Uroteleia synthetica är en stekelart som beskrevs av Charles Thomas Brues 1940. Uroteleia synthetica ingår i släktet Uroteleia och familjen Scelionidae. Inga underarter finns listade i Catalogue of Life.